# 芦川よしみ
芦川 よしみ（あしかわ よしみ、本名：河野 芳美、1958年12月13日 ‐ ）は、日本の女優・歌手。東京都出身。血液型はO型。身長158cm。体重44kg。小野学園女子高等学校卒。既婚（夫は医師）。オフィス三井所属。

## 来歴・人物
小学6年生から児童劇団に所属。1971年、ドラマ『空がこんなに青いとは』で女優デビュー。1976年、「花火」で歌手デビュー。。1979年から一年間、ワイドショー『小川宏ショー』のアシスタントを務める。その後、1983年本格的に女優に復帰し、数々の映画やテレビドラマに出演した。
1986年、武田鉄矢と「タケダ胃腸薬21」（武田薬品工業）のCMに出演。スナックのホステス役の芦川が歌った「飲みすぎたのは、あなたのせいよ」というフレーズが話題を呼び大ヒット。CMの中で歌われた「男と女のラブゲーム」は、芦川（クラウン）と武田（ポリドール）の所属するレコード会社間の調整がつかなかったため（武田が「（自分の）イメージに合わない」とレコード化を断ったという話もある）、矢崎滋とのコンビでシングルカットされ、日野美歌・葵司郎など多くの歌手との競作となった。1987年には、これも「タケダ胃腸薬21」のCMソングとなった武田とのデュエット曲「男と女のはしご酒」を発売し、オリコン4位を記録した。その際、カップリング曲として武田・芦川版「男と女のラブゲーム」を収録し、1年経って初めてオリジナル版が発表された。その4年後『水戸黄門 第20部』で武田と兄妹役でゲスト共演している。
2005年11月17日深夜、広島のホテルで転倒し右顔面を骨折。松平健主演『暴れん坊将軍』の全国巡業中でのトラブルだったが、病院から劇場入りし、27日まで10日間18公演に出演した。しかし、帰京直後に目じり、目頭を支える骨が新たに陥没。慶應義塾大学病院で右頬から左頬までワイヤを通すという6時間にわたる大手術を行い、その後2006年3月に再度の手術を行った。
1991年に始まった幸福の科学関連のラジオ番組天使のモーニングコールの初代パーソナリティを務めるなど、幸福の科学とは初期から繋がりがあり、2016年以降は幸福の科学関連の映画に毎年出演している。

## 音楽

### シングル
| #                    | 発売日               | A/B面                | タイトル             | 作詞                 | 作曲                 | 編曲                 | 規格品番             |
| ワーナー・パイオニア | ワーナー・パイオニア | ワーナー・パイオニア | ワーナー・パイオニア | ワーナー・パイオニア | ワーナー・パイオニア | ワーナー・パイオニア | ワーナー・パイオニア |
| -------------------- | -------------------- | -------------------- | -------------------- | -------------------- | -------------------- | -------------------- | -------------------- |
| 1                    | 1976年 7月25日       | A面                  | 花火                 | 小林亜星             | 小林亜星             | 竹村次郎             | L-13P                |
| 1                    | 1976年 7月25日       | B面                  | 音無川               | 東海林良             | 小林亜星             | 竹村次郎             | L-13P                |
| 2                    | 1976年 10月          | A面                  | 雪ごもり             | 小林亜星             | 小林亜星             | 竹村次郎             | L-48P                |
| 2                    | 1976年 10月          | B面                  | 隅田川               | 東海林良             | 徳久広司             | 竹村次郎             | L-48P                |
| 3                    | 1977年 1月           | A面                  | 燃える春です         | 吉田健美             | 杉本真人             | 馬飼野俊一           | L-63P                |
| 3                    | 1977年 1月           | B面                  | さよならの言訳       | 吉田健美             | 杉本真人             | 馬飼野俊一           | L-63P                |
| 4                    | 1977年 6月           | A面                  | すっぱい夏           | 吉田健美             | 杉本真人             | 竜崎孝路             | L-91P                |
| 4                    | 1977年 6月           | B面                  | 夏はプカプカ         | 吉田健美             | 杉本真人             | 竜崎孝路             | L-91P                |
| 5                    | 1978年 5月           | A面                  | 本牧ベイストリート   | 森雪之丞             | 森雪之丞             | 竜崎孝路             | L-209P               |
| 5                    | 1978年 5月           | B面                  | 密会                 | なかにし礼           | 森田公一             | 竜崎孝路             | L-209P               |
| 6                    | 1979年 1月           | A面                  | 悲しみ集め           | さいとう大三         | 浜圭介               | 船山基紀             | L-256P               |
| 6                    | 1979年 1月           | B面                  | メランコリー東京     | ちあき哲也           | 杉本真人             | 船山基紀             | L-256P               |
| 7                    | 1980年 3月           | A面                  | 木遣りに送られて     | 山上路夫             | 平尾昌晃             | 森岡賢一郎           | L-337P               |
| 7                    | 1980年 3月           | B面                  | 北国の花吹雪         | 山上路夫             | 平尾昌晃             | 森岡賢一郎           | L-337P               |

### デュエット・シングル
| 発売日               | デュエット       | A/B面            | タイトル                 | 作詞             | 作曲             | 編曲             | 規格品番         |
| クラウンレコード     | クラウンレコード | クラウンレコード | クラウンレコード         | クラウンレコード | クラウンレコード | クラウンレコード | クラウンレコード |
| -------------------- | ---------------- | ---------------- | ------------------------ | ---------------- | ---------------- | ---------------- | ---------------- |
| 1987年 3月1日        | 矢崎滋           | A面              | 男と女のラブゲーム       | 魚住勉           | 馬飼野康二       | 高田弘           | CWA-413          |
| 1987年 3月1日        | 矢崎滋           | B面              | あなた、いってらっしゃい | 高畠じゅん子     | 中川博之         | 高田弘           | CWA-413          |
| ポリドール・レコード |                  |                  |                          |                  |                  |                  |                  |
| 1987年 11月11日      | 武田鉄矢         | A面              | 男と女のはしご酒         | 魚住勉           | 馬飼野康二       | 馬飼野康二       | 7DX-1536         |
| 1987年 11月11日      | 武田鉄矢         | B面              | 男と女のラブゲーム       | 魚住勉           | 馬飼野康二       | 馬飼野康二       | 7DX-1536         |

### アルバム

#### ベスト・アルバム
1. 花火 コンプリート・シングルス（2015年4月8日／CDSOL-1645）

### その他の楽曲
- 「強くなりたい」（2019年）
  - 作詞・作曲：大川隆法
  - ※映画「世界から希望が消えたなら。」オリジナル・サウンドトラック収録。
- 「仏陀のようには死ねないよ」（2021年）
  - 作詞・作曲：大川隆法
  - 編曲：大川咲也加、田畑直之

## 出演

### 映画
- 暗室（1983年）
- 空海（1984年）
- ふれんず・らぶ（1985年）
- ブレイクタウン物語（1985年） - ヒロミ
- 疵（1988年）
- 肉体の門（1988年）
- 妖女伝説'88（1988年）
- 極道の妻たち 三代目姐（1989年） - 晶子 役
- 宇宙の法則（1990年）
- 乙女物語 あぶないシックスティーン（1990年）
- 福沢諭吉（1991年） - お琴 役
- エバラ家の人々（1991年）
- JINGI 仁義（1991年） - 幸田純子 役
- 悪徳の勲章　Black Cop（1992年）
- 民暴の帝王（1993年） - 角川小夜 役
- ノストラダムス戦慄の啓示（1994年、東映） - 小学校の教師 役
- ヘルメス－愛は風の如く（1997年、東映） - 愛の女神 役
- NAGISA なぎさ（2000年） - 真美の母・澄子 役
- 1リットルの涙（2004年） - 寮母・さと 役
- ファイナル・ジャッジメント（2012年） - 鷲尾秀子 役
- 天使に“アイム・ファイン”（2016年） - 本郷吉乃 役
- さらば青春、されど青春。(2018年) - 中道君恵 役
- 世界から希望が消えたなら。（2019年10月18日、日活） - 御祖みき 役
- 心霊喫茶「エクストラ」の秘密-The Real Exorcist-（2020年5月、日活） - 高橋瑠璃子 役
- 夜明けを信じて。（2020年10月16日、日活）- 一条君代 役
- 美しき誘惑-現代の「画皮」-（2021年5月14日、日活）- 橘勝子 役

### テレビドラマ

#### 粟屋芳美 名義
- 弥次喜多隠密道中 第5話「富士川騒動 -原-」（1971年、NTV / 歌舞伎座テレビ室）
- 空がこんなに青いとは（1971年、NHK）
- 軍兵衛目安箱 第24話「海を渡ってきた」（1971年、NET / 東映） - 芳江
- ミラーマン 第49話「怒りをこめたこの一撃」（1972年、CX / 円谷プロ） - 安田愛子
- ファイヤーマン 第12話「地球はロボットの墓場」（1973年、NTV / 円谷プロ） - 謎の美少女
- 仮面ライダーV3 第42話「カタツムリ人間の人体実験!」 （1973年、MBS / 東映） - 川田美沙子
- 徳川の夫人たち（1974年、CX）
- 夜蝶の舞い（1974年、CX）
- 敬礼!さわやかさん（1975年、NET）

#### 芦川よしみ 名義
- おはなちゃん繁昌記（1978年、ANB）
- 大岡越前（TBS / C.A.L）
  - 第5部 第26話「目黒に消えた公方様」（1978年7月31日） - お久美
  - 第6部 第31話「呪われた縁談」（1982年10月4日） - お美代
  - 第13部 第22話「赤に怯える女」（1993年4月12日） - 志織
- 水戸黄門（TBS / C.A.L）
  - 第10部 第7話「ニセ黄門様の大手柄 -袋井-」（1979年）
  - 第12部 第3話「黄門様の盗っ人仁義 -府中-」（1981年9月14日） - お美代
  - 第20部
    - 第16話「男意気地の博多節 -福岡-」（1991年） - お雪
    - 第43話「男意地気の離縁状 -一関-」（1991年） - お袖

  - 第21部 第9話「密命帯びた忍び妻 -杵築-」（1992年） - お佳代
  - 第22部 第31話「弥七は夫の敵! -新発田-」（1993年） - お静
  - 第23部 第1話〜第2話、第4話、第8話、第10話～第11話（1994年） - くれないお蓮
  - 第24部 第17話「女目明し仇討ち悲願 -小倉-」（1996年） - お佳代
  - 第30部 第9話「娘が知った父の秘密 -久保田-」（2002年） - お紺
  - 第32部 第14話「浪花娘の母恋一直線 -二本松-」（2003年） - おとせ
  - 第39部 第16話「母と名乗れぬ過去悲し -臼杵-」（2009年） - ふみ
- 闇を斬れ 第7話「女色男色乱れ僧」（1981年、KTV / 松竹） - おはつ
- 新五捕物帳 第151話「虫けらの詩」（1981年9月、NTV / ユニオン映画）
- 幻之介世直し帖（1981年 - 1982年、NTV / 国際放映） - おくみ
- 警視庁殺人課 第23話「六本木族殺人事件・謎の女マリア」（1981年、ANB / 東映）
- 文吾捕物帳 第14話「紅かんざしの絆」（1982年、ANB / 三船プロ）
- 大江戸捜査網（12ch〜TX / ヴァンフィル〜G・カンパニー）
  - 第536話「幻の魔弓・激情に燃える女」（1982年） - お葉
  - 第604話「絶唱! 涙に濡れた女郎花」（1983年）
  - 第629話「私を妻に! 十蔵女難騒動」（1984年） - お夏
  - 第685話「女ねずみ小僧秘話！仇討ち佐渡情話」（1991年） - おりょう
- 噂の刑事トミーとマツ 第2シリーズ 第23話「トミマツ降伏! 悪党死の水攻め」（1982年、TBS / 大映テレビ）- さとみ
- 髑髏検校 悪霊吸血鬼大奥連続怪死事件（1982年、CX）
- 六月の危険な花嫁（1982年、TBS / 大映テレビ）
- 青春……INGS・ゆう子とヘレン（1982年 - 1983年、KTV）
- 遠山の金さん（ANB/東映）※高橋英樹版
  - 第1シリーズ
    - 第34話「愛か恨みか慕情の女!」（1982年）- あや
    - 第73話「おんな牢秘話・二匹の女ねずみ小僧!」（1983年）- お京、お新
    - 第128話「哀愁の女舞踏家お蝶の恋!」（1985年）- お蝶
    - 第153話「色男に騙された天下の美女!」（1985年）- お市

  - 第2シリーズ
    - 第18話「女ごころ!」（1986年）- 志ま乃
    - 第38話「新妻の瞳は愛と死を見つめて!」（1986年）- よし江
- 右門捕物帖 第15話「伝六の初恋」（1983年、NTV / ユニオン映画）
- 暴れん坊将軍シリーズ（ANB / 東映）
  - 暴れん坊将軍II
    - 第33話「翔べ! 明日に門出の茶の香り」（1983年） - おけい

  - 暴れん坊将軍III
    - 第59話 春のSP「みちのく血判状! 魔性の谷の決戦!!」（1989年） - お静の方
    - 第93話「悪霊の城の花嫁」（1989年） - お甲 / 浜路（二役）
    - 第126話「密命! 江戸城を砲撃せよ!!」（1990年） - 縫

  - 暴れん坊将軍IV
    - 第15話「女賞金稼ぎ、江戸を斬る!」（1991年） - 夜叉面お銀
    - 第42話「女賞金稼ぎ、子連れ旅!」（1992年） - 夜叉面お銀

  - 暴れん坊将軍V
    - 第16話「おんな事件屋、江戸を斬る!」（1993年） - 立花屋お紺

  - 暴れん坊将軍VI
    - 第22話「しっかり女房、降参する」（1995年） - おふく
    - 第33話「女賞金稼ぎ 修羅の花道」（1995年） - 夜叉面のお銀

  - 暴れん坊将軍XI
    - 第4話「女医の恋した町奉行」（2001年） - 見田綾緒
- 銭形平次 第836話「呪いの三味線」（1983年、CX / 東映） - おゆみ
- 月曜ドラマランド（CX）
  - 「長谷川町子のいじわる看護婦(2)(3)」（1983年）
  - 「のんき君(2)(3)」（1984年）
  - 「意地悪ばあさん3」（1985年）
  - 「いたずらスチュワーデス! お嬢さまお手やわらかに」（1985年）
  - 「意地悪お手伝いさん4」（1985年）
  - 「突撃としこ2」（1985年）
  - 「探偵桃がたり」（1986年）
- ザ・ハングマン（ABC / 松竹芸能）
  - ザ・ハングマンII 第27話「癌殺人の恐怖!! 人体実験の女を救え」（1982年） - 郵便配達員
  - 新ハングマン 第19話「浮浪者を襲う医大教授と浮気婦人」（1983年） - 里美
  - ザ・ハングマン4 第12話「タイガーキャブの本拠が襲われる!」（1984年） - 香取英子
  - ザ・ハングマンV 第13話「ファルコンが戦争ゲームの標的にされる!」（1986年） - NMQ共同経営者 斎藤理恵
- 事件記者チャボ! 第8話「チャボがトナカイでやってきた」（1983年、NTV / ユニオン映画）
- 木曜ゴールデンドラマ（YTV）
  - 「魔性」（1984年）
  - 「ここの岸より」（1987年）
- 長七郎江戸日記（NTV / ユニオン映画）
  - 第1シリーズ
    - スペシャル 「海を渡る五十万両」（1984年） - お浜
    - 第60話 「大江戸女番長始末記（1985年） - 加代

  - 第2シリーズ 第57話 「夕映えの女」（1989年） - お夕
  - 第3シリーズ 
    - 第3話 「思い川」（1990年） - おもん
    - 第37話「鉄火芸者の心意気」（1991年）- 染吉
- 必殺シリーズ（ABC / 松竹）
  - 必殺仕事人IV 第36話「主水 流れ星に願いをかける」（1984年） - お京
  - 必殺仕事人V・激闘編 第21話「せんとりつ、酔って暴れる」（1986年） - おるい
  - 必殺仕事人2009 第20話「女の一分」（2009年） - ぬい
- 特捜最前線 （ANB / 東映）
  - 第359話「哀・弾丸・愛 7人の刑事たち」・第360話「哀・弾丸・愛II 7人の刑事たち」（1984年）
  - 第426話「海外特派員殺人ミステリー!」（1985年）
  - 第470話「殺人依頼をする女・あの人を殺して…!」（1986年）
- 火曜サスペンス劇場（NTV系）
  - 「致死歩道」（1984年）
  - 「描かれた女」（1985年、三船プロ）
  - 「奥能登殺人遊戯」（1985年）
  - 「傍観者殺人事件」（1986年）
  - 「松本清張スペシャル・渡された場面」（1987年7月7日・14日、霧企画） - 景子
  - 「京都周山殺人街道 古都と若狭を舞台に妖しく狂う不倫の人妻」（1988年1月、松竹）
  - 「ジューンブライド・ママ」（1988年6月14日、松竹） - 森田悦子
  - 「森村誠一の結婚株式会社」（1990年11月6日、日本映像）
  - 「松本清張作家活動40年記念SP・ゼロの焦点」（1991年7月9日、近代映画協会） - 田沼久子
  - 「森村誠一の怒りの樹精」（1992年1月、日本映像）
  - 「追いかける」（1992年7月）
  - 「地方記者・立花陽介(4)青梅奥多摩通信局」（1994年9月27日、近代映画協会）
  - 「小京都ミステリー14」（1995年） - 佐野彩子
  - 「地方記者・立花陽介(17)越中高岡通信局」（2001年5月22日、近代映画協会）
  - 「新春特番 弁護士・高林鮎子スペシャル(31)」（2003年、東映）
- 暴れ九庵 第15話「下駄が落した愛」（1985年、KTV / 東宝） - おこよ
- 私鉄沿線97分署 第31話「着任! パワフルコンビ!!」（1985年、ANB / 国際放映） - 山村かずこ
- 影の軍団 幕末編 第2話「影なきおんなに御用心」（1985年、KTV / 東映） - お桐
- スーパーポリス 第8話「暗闇でドッキリ 私は見た!」（1985年、TBS / 東映） - しんじょうえりこ
- 月曜ワイド劇場「たそがれ夫人II」（1985年、ANB / にっかつ撮影所）
- 土曜ワイド劇場（ANB）
  - 「西村京太郎トラベルミステリー(8) 特急北アルプス殺人事件」（1986年、東映） - 間垣ユミ
  - 「上野着14時43分上越新幹線の女　すりかわった死体解明の旅」（1986年）
  - 「津軽神話殺人事件」（1988年）
  - 「悪霊に追われる女」（1989年、松竹）
  - 「家政婦は見た!(8) 銀座-京都 虚飾と欲望に燃える美しい母娘の艶やかな秘密」（1990年、大映テレビ）
  - 「もう一つの旅路」（1991年、東宝）
  - 「未亡人探偵シリーズ　熱海芸者連続殺人事件!」（1992年、ABC）
  - 「白樺湖逆転殺人」（1992年、松竹）
  - 「京都マル秘仕置帖(1)」（1999年、ABC / 松竹）
  - 「家政婦は見た!(23) 正義派弁護士おしどり夫婦に衝撃の秘密が…」（2004年、大映テレビ）
  - 「検事・朝日奈耀子(15) 蕎麦を食べたら3億円!?財産狙いの妻達を襲うヒマワリ発火トリック!!」（2014年、東映） - 滝口道代
  - 「鉄道捜査官(15) 死を呼ぶスケッチ旅行!? 終着駅で炎上する名画の謎!!」（2015年、ViViA） - 山井久美
- 太陽にほえろ! 第692話「捜査に手を出すな!」（1986年、東宝 / NTV） - 桂木洋子
- 誇りの報酬 第6話「俺たち横浜定期便」（1985年、NTV / 東宝） - ジュンコ
- 愛の嵐  (1986年、泉放送制作/THK) [8] - 大河原秀子
- 花嫁衣裳は誰が着る 第18話 「許されぬ愛」（1986年、フジテレビ）
- 愛伝説（1987年、THK）
- 花王 愛の劇場「誘惑」（1987年、TBS） - 島崎葉子 ※主演
- ドラマ23「涙日記」（1988年、TBS）
- わかれ道（1988年、CBC）
- 名奉行 遠山の金さん（ANB / 東映）
  - 第1シリーズ 第20話「美人姉妹の復讐」（1988年） - お佐代
  - 第4シリーズ 第21話「地獄から帰ってきた女」（1992年） - お時
  - 第5シリーズ 第21話「裏切った悪女!」（1993年） - 染香
  - 第6シリーズ 第12話「追跡!裏切った女」（1994年） - お弓
- さすらい刑事旅情編 第10話「山手線から誘拐された美人OL」（1988年、ANB / 東映）
- もっとあぶない刑事 第18話「魅惑」（1989年2月、NTV / セントラルアーツ） - 立花翔子
- 直木賞作家サスペンス「隣家の寝室」（1989年、KTV / 東映）
- 行きつ戻りつ春の道（1989年、TBS）
- 夏の嵐（1989年、THK）　- 結城真弓
- 月影兵庫あばれ旅(1)（1989年、TX） - おしま
- はぐれ刑事純情派（ANB~EX / 東映）
  - 第2シリーズ 第17話「万引きをする美女」（1989年） - 鳥飼美和子
  - 第8シリーズ 第24話「死者からの手紙！陽気な未亡人」（1995年） - 古谷寿子
  - 第15シリーズ 第15話「不法侵入殺人！人妻の不倫がアリバイ!?」（2002年） - 間山智子
  - 第16シリーズ 第12話「誤認逮捕が悲劇を生んだ！2300万円の殺意!?」（2003年） - 松田久美
  - 第17シリーズ 第5話「妻が見た三角関係！カラスの女房殺人事件!?」（2004年） - 夏木晶代
- 現代神秘サスペンス「もうひとつの世界」（1989年、KTV / 東宝）
- 京都サスペンス「夕顔の寺殺人事件」（1989年、KTV / 松竹京都映画）
- 木曜劇場 / 過ぎし日のセレナーデ（1989年、CX）
- 男と女のミステリー（CX）
  - 「黒の斜面」（1989年）
  - 「最悪のチャンス」（1989年）
  - 「「砂山」の唄殺人事件」（1990年）
- 奇兵隊（1989年、NTV） - 中西君尾
- 火曜ミステリー劇場（ANB）
  - 「西村京太郎トラベルサスペンス 特急しおかぜ四国殺人ルート」（1990年）
  - 「雨を待つ女」（1990年）
  - 「森村誠一スペシャル　超高層ホテル殺人事件」（1990年）
- 八百八町夢日記（NTV / ユニオン映画）
  - 第1シリーズ 第19話「涙雨、おんな暦」（1990年） - 通り雨のおきぬ
  - 第2シリーズ 第28話「見破られた次郎吉」（1992年） - お久
- 月曜・女のサスペンス「鳥羽・海になく女」（1990年、TX）
- ザ・刑事 第19話「覗かれた危険な密会」（1990年、ANB / 東宝） - 京子
- 月曜ドラマスペシャル（TBS）
  - 「スキャンダルを追え!」（1991年）
  - 「警察官の妻たち」（1991年）
  - 「刑事ガンさん2」（1993年）
  - 「女子大生ホステス名探偵 華やかな密室殺人」（1993年）
  - 「探偵 左文字進(1)封印された殺人」（1999年）
  - 「監察医 薮野善次郎(8) －死体は知っている－」（2000年）
  - 「監察医 薮野善次郎(9) －死体は知っている－」（2001年）
- 鬼平犯科帳 第2シリーズ 第14話「夜狐」（1991年、CX / 松竹） - おやす
- デパート!夏物語（1991年、TBS / 大映テレビ）
- 水曜グランドロマン（NTV）
  - 「いつも一緒にいて欲しい」（1991年）
  - 「別れてのちの恋歌」（1991年）
  - 「だ・ま・し」（1991年）
- 金曜ドラマシアター / 京都三船祭り殺人事件　華やかな女優たち謎の連続死!!（1991年、CX）
- 新春ワイド時代劇（TX）
  - 天下の副将軍水戸光圀 徳川御三家の激闘（1992年） - 桔梗、さき
  - 徳川風雲録 八代将軍吉宗（2008年）
- 素浪人無頼旅II（1992年、ANB / 東映）
- 裏刑事-URADEKA- 第2話「裏切られた女」（1992年、ANB / 松竹）
- 妻たちの劇場「真夏の出来事」（1992年、CX）
- 将軍家光忍び旅 パート2（1992年、ANB / 東映） - 五十鈴（清姫）
- 付き馬屋おえん事件帳（TX / 松竹）
  - 第2シリーズ（1993年） - おかつ
  - 第3シリーズ（1995年） - おかつ
- 金曜エンタテイメント
  - 「他殺岬」（1993年）
  - 「おばさんデカ 桜乙女の事件帖2」（1995年） - 安原伸江
  - 「おばさんデカ 桜乙女の事件帖11」（2002年） - 山内祥子
- 妻たちの劇場「霧の向こう側」（1993年、CX）
- 鶴姫伝奇 -興亡瀬戸内水軍-（1993年、NTV）
- 江戸を斬るVIII 第1話、第2話「遠山桜が悪を斬る」（1994年、TBS / C.A.L） - 茜
- 闇の狩人（1994年、TX / 松竹） - 信子
- 積木くずし-崩壊（1994年、TX）
- 八丁堀捕物ばなし(1) 第10話「送り火」（1994年、CX）
- 江戸の用心棒 第1シリーズ 第8話「清さん、女難の相あり」（1994年、NTV） - 千代吉
- スチュワーデスの恋人（1994年、TBS）
- 大河ドラマ・八代将軍吉宗（1995年、NHK） - 染子（吉保側室）
- 夏!デパート物語（1995年、TBS / 大映テレビ）
- 銭形平次 第5シリーズ 第3話「深夜の告白」（1995年、CX / 東映） - おさよ
- お仕事です!（1998年、CX）
- 尾張幕末風雲録　維新を動かした男・徳川慶勝（1998年、TX）
- 新・腕におぼえあり〜よろずや平四郎活人剣〜　第8話「盗む子供」（1998年、NHK） - お網
- ドラマDモード『深く潜れ〜八犬伝2001〜』（2000年、NHK）
- 大江戸を駈ける! 第9話「秘剣! 闇の太刀」(深川)（2001年、TBS / C.A.L） - 鶴次
- みのもんたの人生相談デカ ~おもいッきりテレビ殺人事件（2002年、NTV）
- 永遠の1/2（2000年、TBS）
- ドラマDモード『深く潜れ〜八犬伝2001〜』（2000年、NHK）
- 女と愛とミステリー （BSジャパン / TX）
  - 「旅行作家・茶屋次郎(3)四万十川殺人事件」（2003年）
  - 「特捜刑事・遠山怜子(2)親子鑑定殺人事件」（2004年）
- 月曜ミステリー劇場「世直し公務員　ザ！公証人(3)」（2003年、TBS）
- エンジン（2005年、CX）
- 月曜ゴールデン（TBS）
  - 「おばさん会長・紫の犯罪清掃日記 ゴミは殺しを知っているシリーズ(7)」（2006年）
  - 「西村京太郎サスペンス 探偵 左文字進(13)」（2009年1月5日）
  - 「萬屋長兵衛の隅田川事件ファイル2」（2010年2月15日）
  - 「上条麗子の事件推理7」（2010年6月14日） - 古谷恭子
  - 「山岳刑事 日本百名山殺人事件」（2012年8月20日） - 谷村若菜 役
  - 「十津川警部シリーズ51」（2014年1月13日） - 花村亜紀
- よろずや平四郎活人剣 第7話「浮草の女」（2007年、TX）
- 素浪人 月影兵庫 第3話「夫の仇は生きていた素浪人と涙の一匹狼」（2007年、EX / 東映） - おみね
- 水曜ミステリー9（TX）
  - 「農家の嫁は弁護士!神谷純子のふるさと事件簿(3)」（2007年）
  - 「法廷荒らし 弁護士 猪狩文助」（2007年）
  - 「芸者小春姐さん奮闘記(5)」（2008年）
  - 「捜査検事・近松茂道(8) 伊勢志摩海女伝説殺人事件」（2008年）
  - 「嫌われ監察官 音無一六〜警察内部調査の鬼〜(2)」（2014年） - 岡崎光枝
  - 「ソタイ 組織犯罪対策課(2)」（2016年） - 田村幸子
- 金曜プレステージ（CX）
  - 「ドクター小石の事件カルテ(4)」（2008年）
  - 「浅見光彦シリーズ(32)　箱庭」（2008年）
  - 「奥様は警視総監(4)」（2009年4月3日）
  - 「内田康夫ミステリー・湯布院殺人事件」（2010年11月19日）
  - 「弁護士 朝吹里矢子(1)」（2010年12月10日）
- ドラマW（WOWOW）
  - 「戦力外通告」（2009年2月21日）
- その男、副署長　第3シリーズ　File.5（2009年11月12日、EX / 東映）
- ハンチョウ〜神南署安積班〜シリーズ4　〜正義の代償〜 第8話（2011年5月30日、TBS） - 林田良美
- 京都地検の女 第7シリーズ 第6話（2011年8月25日、EX / 東映） - 安藤真佐子
- 大岡越前 第7話「螢火の四千両」（2014年1月10日、NHK BSプレミアム / C.A.L） - おぎん
- 相棒 season 12 第14話「顔」（2014年2月5日、EX / 東映） - 児玉加津子
- 新春時代劇 信長燃ゆ（2016年1月2日、TX / 東映） - 丹波の局
- 女たちの特捜最前線 第5話（2016年8月18日、EX / 東映） - 安田花代
- 七人の秘書 第5話（2020年11月19日、EX） - 百合子ママ

### オリジナルビデオ
- 悪徳の勲章 BLACK COP（1992年、東映ビデオ）
- 用心坊 極道狩り（1994年、東映ビデオ）

### 舞台
- ブラックコメディー
- 江戸を斬る
- 忠臣蔵
- 眠狂四郎
- 里見浩太朗特別公演「沓掛時次郎／樅の木は残った」
- 泥棒と若殿
- 北島三郎特別公演 『木曽恋しぐれ』（2009年11月、博多座。2010年3月、御園座）
- 女優（2010年5月） - 共演：岡田茉莉子
- 人情喜劇 母の子守歌 （2005年、吉幾三特別公演、新宿コマ劇場）

### その他のテレビ番組
- 小川宏ショー（1979年4月 - 1980年3月、CX） - 9代目アシスタント
- カックラキン大放送（NTV）
- 午後は○○おもいッきりテレビ（NTV） ※不定期出演
- トーカ堂テレビショッピング　 ※不定期出演

### ラジオ
- 笑福亭鶴光のオールナイトニッポン（1980年、ニッポン放送） - 10代目アシスタント。番組内では午前4時台に自分のコーナー「アシカからあなたへ」も進行。
- 天使のモーニングコール（1991年10月6日 - 1995年4月）

### CM
- タケダ胃腸薬21（武田薬品工業）
- ハイサワー（博水社）
- バポナ殺虫プレート[9]

### 書籍
- 週刊プレイボーイ特別編集 蒼の融点（1983年、集英社）
- 演技する心（2016年、幸福の科学出版）